# Икейский
Икейский — посёлок в Тулунском районе Иркутской области России. Входит в состав Икейского муниципального образования. Находится примерно в 50 км к юго-западу от районного центра — города Тулун.

## Население
| 2002 | 2010 | 2011 | 2012 |
| ---- | ---- | ---- | ---- |
| 299  | ↘217 | ↘216 | ↘211 |

По данным Всероссийской переписи, в 2010 году в посёлке проживало 217 человек (111 мужчин и 106 женщин).